# Cerro de Tucumcari
El Cerro de Tucumcari, también conocida como Mesa Tucumcari,  es una mesa situado en las afueras de Tucumcari.

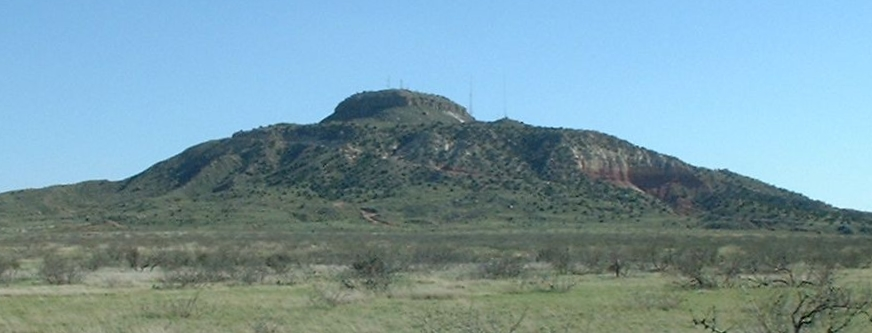
Vista del cerro de Tucumcari.

Pedro Vial menciona a la mesa en el año 1793, cuando abría un sendero entre Santa Fe y San Luis.  El geólogo suizo-estadounidense Jules Marcou estudió la geología del cerro de Tucumcari en 1853 afirmando que el estrato de Tucumcari pertenecía a la era jurásica.
El pueblo Tucumcari se fundó en 1901 y toma su nombre de este cerro.